# Permosyne dentata
Permosyne dentata is een keversoort uit de familie Permosynidae. De wetenschappelijke naam van de soort is voor het eerst geldig gepubliceerd in 2003 door Ponomarenko.